# Cantonul Saint-Chély-d'Apcher
Cantonul Saint-Chély-d'Apcher este un canton din arondismentul Mende, departamentul Lozère, regiunea Languedoc-Roussillon, Franța.

## Comune
- Albaret-Sainte-Marie
- Les Bessons
- Blavignac
- La Fage-Saint-Julien
- Les Monts-Verts
- Rimeize
- Saint-Chély-d'Apcher (reședință)